# 烏干達號
烏干達號（英語：SS Uganda）是一艘英國輪船，該船隻建造於1952年，最初作為客輪使用，後來共經歷遊輪、医疗船、軍隊運輸船和物資船等職業生涯。該船於1985年停用後，最終在1992年於臺灣高雄港報廢。

## 沿革

### 客輪時期
烏干達號由格拉斯哥懷特英奇的巴克萊·柯爾造船廠為英印輪船公司（BI）建造。該艦是一艘客貨輪，可容納167名頭等艙乘客、133名經濟艙乘客，以及388,250立方英尺（10,994立方米）的貨物。在初始設計，船隻的噸位為14,430擔位噸（GRT）、8,034淨噸位（NRT）和9,630載重噸位（DWT）。沃爾森德船台和工程公司則安裝了兩臺帕森斯蒸汽渦輪機，總功率為12,300馬力。
1952年1月15日，烏干達號下水，並在六個月後完成建造，於7月16日進行了海試。在試航中，她達到了極速19.52節（36.15公里/小時），但實際營運中，她通常以16節（30公里/小時）的巡航速度行駛。她的主要航線為倫敦至東非，途經直布羅陀、那不勒斯、蘇伊士港、亞丁、蒙巴薩、達累斯薩拉姆、坦噶和貝拉。
然而，隨著民航市場競爭的激增使英國和東非之間的客運需求減少，英印於1967年決定將烏干達號自該航線中撤回。

### 遊輪時期

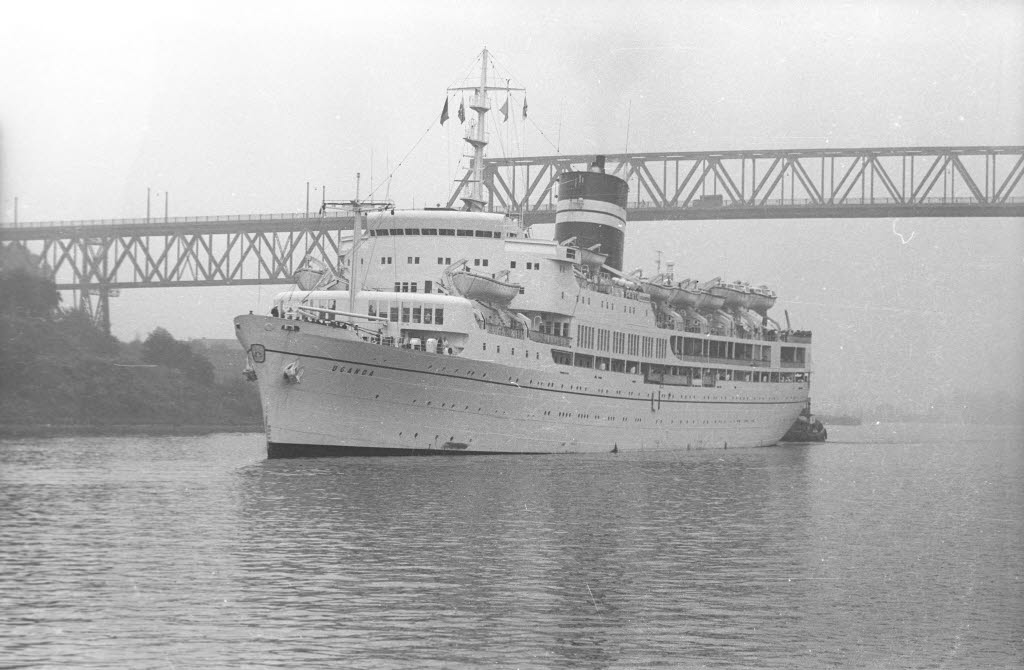
烏干達號，攝於1968年

英印委託汉堡的豪爾特和德國造船廠對烏干達輪進行重新裝修，將其轉型為教育遊輪。新裝甲板在原貨艙內建造，形成共有920個床位的宿舍艙。此次改建工程則將船上的乘客容量從300人提升至1,226人，總成本共280萬英鎊。雖然使烏干達號的總噸位和淨噸位增加至16,907擔位噸（GRT）和8,827淨噸位（NRT），但貨物容量損失導致載重噸位則降至5,695噸（DWT）。
1968年2月27日，經過改建後的烏干達號進行了首次航行。1969年10月21日，當她在特拉法加角外的北大西洋國際水域進行巡航時，遭遇西班牙海岸炮的開火，數枚砲彈落在距離不到1/2海浬（1公里）的地方。
隨後，烏干達號在斯堪的納維亞和地中海進行了為期14年的主要巡航，並與公司夥伴內瓦薩號一同行動。1971年，烏干達號的管理和營運權轉交給了鐵行輪船公司的客運部門。1972年，鐵行吸收了其英印子公司和烏干達號的所有權。儘管編收成為英印船隊的所屬船隻，但烏干達號在此時期仍保留了英印時期的塗裝，包括白色船身和帶有兩條白色條紋的黑色煙囪。1974年，內瓦薩號被撤回並報廢，使烏干達號成為該船隊唯一的教育遊輪。

### 福克蘭戰爭
1982年，烏干達號在福克蘭戰爭中被指定為醫療船，代號為「母雞」（Mother Hen）。她在第276次巡航期間被召集進行軍事任務，並在那不勒斯卸下了315名艙內乘客和940名正在進行教育遊輪的學童。隨後，船隻在直布羅陀進行了為期三天的改裝，並在船上安裝了直升機平臺、海上補給設備、通訊衛星、病房和手術室。運動甲板上安裝了兩臺額外的蒸餾水器。根據《日內瓦公約》的規定，烏干達號被漆成白色，並在船身的每側繪有八個紅十字，其中兩個位於艦橋上建築結構的正面，一個位於可從空中看到的上甲板，以及煙囪的兩側各一。船隻的醫療團隊隊由136名醫療人員組成，包括12名醫生、手術室人員和40名亞歷山大女皇皇家海軍護理服務成員離開朴茨茅斯前往阿根廷，船隻則攜帶大量的醫療用品。
勘測船赫克拉號、九頭蛇號和先驅號也被改裝成救護船與烏干達號一同前往阿根廷。並在5月12日首先收到第一批傷員：來自42型驅逐艦錫菲號導彈驅逐艦的傷兵。此後，烏干達號在「紅十字區域2」和中灣之間來回航行，接載傷員，包括英國和阿根廷的士兵，將康復的士兵轉移到改裝的測量船上以便運送到蒙得維的亞。5月28日，陸地戰爭開始，烏干達號錨定在位於古斯格林以西11英里處的格蘭瑟姆灣，傷員則通過直升機送來並接受治療。到了5月31日，船隻上已有132名傷員。
福克蘭戰爭期間，烏干達輪與其他三艘英國醫療船，和另外三艘來自阿根廷的救護船（伊利扎爾號、巴伊亞帕拉伊索號和德塞阿多港號協調行動。並在戰爭期間執行了504次手術，治療730名傷員，包括150名阿根廷士兵，並四次與阿根廷船隊會合。 由於電視劇《M*A*S*H》的影響，她在當時得到了「NOSH」（海軍遠洋外科醫院）的暱稱。
7月10日，烏干達號結束了作為醫院船的角色，船員為92名福克蘭群島的兒童舉辦了一場派對。7月13日，烏干達號取消了醫院船的註冊，船隻上的紅十字圖案被刷去。兩天後，她返回格蘭瑟姆灣，載上第7廓爾喀步槍團及其裝備，然後於7月18日啟程返回英國。她於1982年8月9日抵達南安普敦，離開任務部隊的時間為113天。在這段時間裡，她總共航行了26,150英里，消耗了4,700噸燃料，飛行甲板上進行了1000多次直升機降落，轉運了3111名人員。

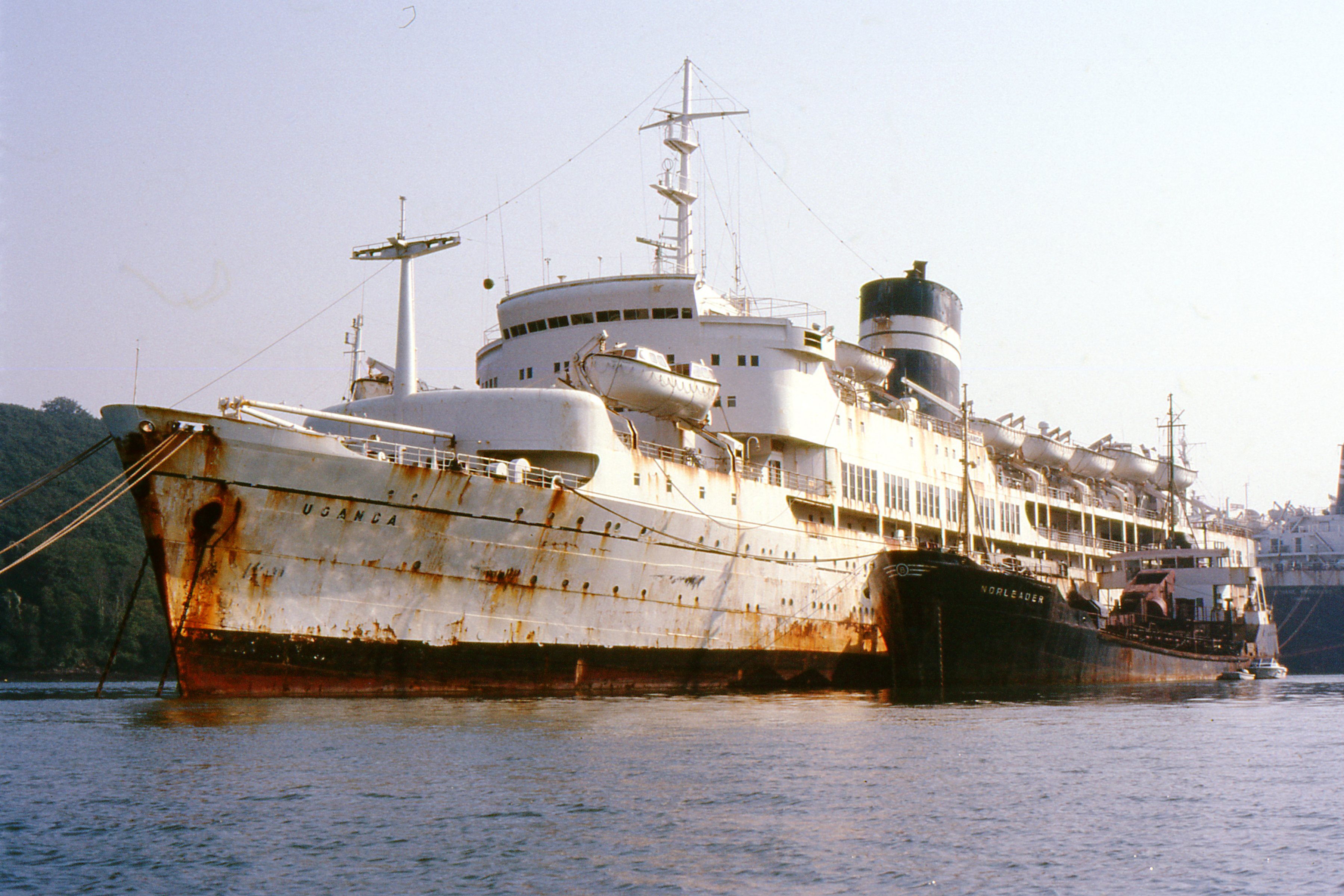
停靠在法爾河的烏干達號，攝於1985年

隨後，北希爾茲的史密斯船舶維修公司對烏干達號進行了大規模的改裝，烏干達號於982年9月25日恢復了教育巡航，但在同年11月，她被租借兩年以擔擔任阿森松岛及福克蘭群島之間的補給船。並安裝了一個新的直升機甲板，並於1983年1月14日再次離開南安普敦前往福克蘭群島。
烏干達輪於1983年11月在法爾茅斯進行了再次改裝。在1985年完成了租約後於4月25日抵達法爾茅斯，然後在5月4日停靠在法爾河（康沃爾郡）。

## 結局
1986年4月29日，特里頓船務公司在圣文森特岛購得了烏干達號，並將其更名為特里頓號。由21名船員組成的船隊於5月20日離開法爾河，並於7月15日將期運到抵達臺灣高雄市附近，等待進行拆解工作。然而在8月22日，受到颱風韋恩的影響，導致烏干達號在旗津區沙岸處擱淺。
截至1992年3月，烏干達號仍然擱淺在岸邊而廢置海中，後逐漸進行拆解。

## 外部連結
- SS Uganda cruise ship log, details and reminiscences of Uganda （页面存档备份，存于）
- SS Uganda photos from cruise no. 171 in 1981 （页面存档备份，存于）
- The SS Uganda Trust （页面存档备份，存于）
- British-India SN Company history （页面存档备份，存于）